# Flik's Flyers
Flik's Flyers est un ancien manège qui était situé dans la zone "A Bug's Land" du parc Disney California Adventure du Disneyland Resort à Anaheim, Californie.
Les visiteurs embarquaient dans des reproductions, façons fourmi par Flik, de certaines inventions humaines. Les reproductions étaient conçues à partir d'emballages de nourritures usagés et des "ballons" fait d'un assemblage de feuilles et de cordes. Le tout tournait autour d'un plat à tarte central.
Flik's Flyers est similaire à Blowfish Balloon Race de Tokyo DisneySea.
L'attraction a fermé ses portes le 5 septembre 2018 à la suite de la fermeture de la zone. L'attraction a cependant été conservée, redécorée sur le thème du film Vice-versa et a rouvert le 27 juin 2019 sous le nom Inside Out Emotional Whirlwind dans la zone Inside Out Headquarter.

## Attraction
- Ouverture : 7 octobre 2002
- Fermeture : 5 septembre 2018
- Conception : Walt Disney Imagineering et Zamperla
- Inspiré du film : 1 001 Pattes
- Nacelles : 8
  - Thème : ballons fabriqué par Flik
- Durée : 1 min 30
- Type d'attraction : manège de nacelles
- Situation : 33° 48′ 25″ N, 117° 55′ 04″ O